# Siemień Nadrzeczny
Siemień Nadrzeczny (d. Siemień nad Rzeką) – wieś w Polsce położona w województwie podlaskim, w powiecie łomżyńskim, w gminie Łomża.
W latach 1975–1998 miejscowość administracyjnie należała do województwa łomżyńskiego.
Wierni kościoła rzymskokatolickiego należą do rektoratu pw. św. Antoniego Padewskiego w Podgórzu.

## Części wsi
| SIMC    | Nazwa   | Rodzaj    |
| ------- | ------- | --------- |
| 0401029 | Olszyna | część wsi |
| 0401035 | Słupia  | część wsi |
| -\|041  | Stoczek | część wsi |

## Historia
Siemień wzmiankowany w 1431 r.
W roku 1827 w Siemieniu naliczono 17 domów i 105 mieszkańców. Pierwsza część Siemienia była zamieszkana przez właścicieli drobnoszlacheckich, druga wchodziła w skład starostwa łomżyńskiego, potem należała do dóbr narodowych Łomża, a następnie do majoratu giełczyńskiego. W 1867 r. w Siemieniu 89 domów i około 300 mieszkańców.
Pod koniec XIX wiek Siemień, miejscowość w powiecie łomżyńskim, gmina Kupiski, parafia Łomża. Wieś składała się z czterech części:
- Siemień Dąbrowizna, folwark, powierzchnia gruntów 240 morgów
- Siemień Szlachecki (195 morgów)
- Siemień Rowy, wieś włościańska, powierzchnia użytków rolnych 126 morgów
- Siemień przy rzece (część starościńska), 682 morgi użytków[8].

W latach 1921–1939 wieś leżała w województwie białostockim, w powiecie łomżyńskim, w gminie Kupiski.
Według Powszechnego Spisu Ludności z 1921 roku wieś zamieszkiwało 520 osób w 79 budynkach mieszkalnych. Miejscowość należała do parafii rzymskokatolickiej w Łomży. Podlegała pod Sąd Grodzki i Okręgowy w Łomży; właściwy urząd pocztowy mieścił się w Łomży.
W wyniku napaści ZSRR na Polskę we wrześniu 1939 miejscowość znalazła się pod okupacją sowiecką. Od czerwca 1941 roku pod okupacją niemiecką. Od 22 lipca 1941 do 1945 włączona w skład Landkreis Lomscha, Bezirk Bialystok III Rzeszy.
W latach 1975–1998 miejscowość administracyjnie należała do województwa łomżyńskiego.

## Współcześnie
Siemień Nadrzeczny jest położony tuż przy dolinie Narwi. Sąsiaduje z miejscowościami : Rybno i Stara Łomża. Obszar wsi należy do Łomżyńskiego Parku Krajobrazowego.
W Siemieniu istnieje punkt widokowy – altana widokowa, z której można oglądać Dolinę Narwi.
W pobliżu przebiegają dwa szlaki turystyczne: pieszy na trasie: Łomża-Stara Łomża-Siemień-Podgórze-Dębowe Góry-Bacze Suche-Czerwony Bór oraz wodny szlak Doliny Narwi.
We wsi znajduje się remiza strażacka.

## Obiekty zabytkowe
- układ przestrzenny wsi.[12]